# إريك والدن
إريك والدن (بالإنجليزية: Erik Walden)‏ هو لاعب كرة قدم أمريكية أمريكي، ولد في 21 أغسطس 1985 في دبلن في الولايات المتحدة.

## وصلات خارجية
- إريك والدن على موقع مرجع كرة القدم المحترفة.كوم (الإنجليزية)